# Wielka Wieś (gromada w powiecie sieradzkim)
Wielka Wieś – dawna gromada, czyli najmniejsza jednostka podziału terytorialnego Polskiej Rzeczypospolitej Ludowej w latach 1954–1972.
Gromady, z gromadzkimi radami narodowymi (GRN) jako organami władzy najniższego stopnia na wsi, funkcjonowały od reformy reorganizującej administrację wiejską przeprowadzonej jesienią 1954 do momentu ich zniesienia z dniem 1 stycznia 1973, tym samym wypierając organizację gminną w latach 1954–1972.
Gromadę Wielka Wieś siedzibą GRN w Wielkiej Wsi utworzono – jako jedną z 8759 gromad na obszarze Polski – w powiecie sieradzkim w woj. łódzkim, na mocy uchwały nr 38/54 WRN w Łodzi z dnia 4 października 1954. W skład jednostki weszły obszary dotychczasowych gromad Wielka Wieś, Szadkowice, Kromolin i Karczówek oraz wieś Kobyla Miejska i lasy państwowe Kobyla-Jamno z dotychczasowej gromady Kobyla Miejska ze zniesionej gminy Szadek w tymże powiecie. Dla gromady ustalono 12 członków gromadzkiej rady narodowej.
1 stycznia 1958 do gromady Wielka Wieś przyłączono obszar zniesionej gromady Górna Wola.
1 stycznia 1959 do gromady Wielka Wieś przyłączono kolonię Hamentów, wieś i kolonię Sikucin, osadę młyńską Reduchów-Babieniec, wieś, kolonię i parcelację Reduchów, wieś i osadę leśną Jamno, wieś i kolonię Kotlinki oraz wieś i parcelację Kotliny ze zniesionej gromady Sikucin.
31 grudnia 1961 do gromady Wielka Wieś przyłączono obszar zniesionej gromady Prusinowice.
1 lipca 1968 do gromady Wielka Wieś przyłączono obszar zniesionej gromady Krokocice (oprócz wsi  Stefanów).
Gromada przetrwała do końca 1972 roku, czyli do kolejnej reformy gminnej.